# Estación de Àngel Guimerà
Àngel Guimerà es una estación intercambiador de las líneas 1, 2, 3, 5 y 9 de Metrovalencia. Consta de un andén para las líneas 1 y 2, y otro de construcción posterior para el resto de líneas. Se inauguró el 8 de octubre de 1988, junto con el resto de estaciones subterráneas de las líneas 1 y 2. Posteriormente, en la ampliación hasta Avinguda del Cid del 16 de septiembre de 1998, se le añadió lo que hoy es el andén de las líneas 3, 5 y 9.
Se encuentra en el distrito de Extramuros, en el barrio de Arrancapins en el cruce entre la calle de Ángel Guimerá y la gran vía de Fernando el Católico. Es la estación más próxima a la Biblioteca Pública de Valencia.
Es la estación de metro con más líneas de España, siendo un total de 5 las que discurren por ella.

## Accesos
Dispone de dos accesos en la calle de Ángel Guimerá (cada uno a un lado), uno en la calle Cuenca, uno en la calle Doctor Sanchis Sivera y otro en el centro de la gran vía de Fernando el Católico. El ascensor se sitúa en este último acceso.